# Olimpija-85 Biszkek
Olimpija-85 Biszkek (kirg. Футбол клубу «Олимпия-85» Бишкек) – kirgiski klub piłkarski, mający siedzibę w stolicy kraju, mieście Biszkek.

## Historia
Chronologia nazw:
- 1985: Olimpija-85 Frunze (ros. «Олимпия-85» Фрунзе)
- 1992: Olimpija-85 Biszkek (ros. «Олимпия-85» Бишкек)

Piłkarski klub Olimpija-85 został założony w miejscowości Frunze w roku 1985. Najpierw zespół występował w rozgrywkach lokalnych. W 2001 zespół debiutował w rozgrywkach Pucharu Kirgistanu, gdzie dotarł do 1/16 finału. W 2003 debiutował w rozgrywkach Wyższej Ligi Kirgistanu. W debiutowym sezonie zajął 9.miejsce. Jednak w następnym sezonie z powodów finansowych klub nie zgłosił się do rozgrywek.

## Sukcesy

### Trofea międzynarodowe
Nie uczestniczył w rozgrywkach azjatyckich (stan na 31-12-2015).

### Trofea krajowe
| \| \| Zdobyte trofea w rozgrywkach Kirgistanu (stan na: 31-12-2015) \| |                                                               |      |          |
| Rozgrywki                                                              | Osiągnięcie                                                   | Razy | Sezon(y) |
| Mistrzostwo                                                            | I miejsce                                                     | 0    |          |
| Mistrzostwo                                                            | II miejsce                                                    | 0    |          |
| Mistrzostwo                                                            | III miejsce                                                   | 0    |          |
| Mistrzostwo                                                            | 9.miejsce                                                     | 1    | 2003     |
| Puchar                                                                 | zdobywca                                                      | 0    |          |
| Puchar                                                                 | finalista                                                     | 0    |          |
| Puchar                                                                 | 1/16 finału                                                   | 1    | 2001     |
| II liga                                                                | I miejsce                                                     | ?    |          |
| II liga                                                                | II miejsce                                                    | ?    |          |
| II liga                                                                | III miejsce                                                   | ?    |          |
| Kirgistan                                                              | Zdobyte trofea w rozgrywkach Kirgistanu (stan na: 31-12-2015) |      |          |

## Stadion
Klub rozgrywał swoje mecze domowe na stadionie Spartak w Biszkeku, który może pomieścić 23000 widzów.